# بالاكنينسكيي (إركوتسك)
بالاكنينسكيي (بالروسية: Балахнинский) هي مدينة في مقاطعة إركوتسك أوبلاست في روسيا.
يبلغ عدد سكانها حوالي 1535 نسمة.